# Silurus palavanensis
Silurus palavanensis és una espècie de peix de la família dels silúrids i de l'ordre dels siluriformes.

## Morfologia
Els mascles poden assolir els 10,8 cm de llargària total.

## Distribució geogràfica
Es troba al llac Manguao (Palawan, Filipines).